# ويليام جاي أوبراين
ويليام جاي أوبراين (بالإنجليزية: William J. O'Brien)‏ هو عسكري أمريكي، ولد في 1899 في تروي في الولايات المتحدة، وتوفي في 7 يوليو 1944 في سايبان في الولايات المتحدة.